# 德州专区
德州专区，中华人民共和国山东省已撤消的专区，在今山东省西北部。
1950年，原渤海行署区沧南、泺北2专区合置德州专区，专员公署驻德州市。辖原泺北专区所属德州市及德县、商河、济阳、德平、禹城、临邑、平原、陵县（匡五县恢复原名）、齐河9县；原沧南专区所属南皮、盐山、宁津、乐陵、东光、吴桥、庆云7县。德州专区辖16县。
1952年，撤销陵县，并入临邑、德县2县；将东光、吴桥、宁津、庆云、盐山、南皮6县划归河北省沧县专区；原河北省衡水专区所属夏津、恩县、武城3县划入德州专区。专区辖1市、12县。
1955年，撤销德州专区，将乐陵、商河、济阳、临邑4县划归惠民专区；夏津、德县、平原、禹城、齐河、武城6县和德州市划归聊城专区。
1961年，恢复德州专区；辖原属聊城专区的德州市及齐河、平原、夏津3县和原属淄博专区的乐陵、临邑2县。同年，恢复陵县、商河、济阳、禹城、武城5县。1965年，原河北省沧州专区所属宁津、庆云2县划入德州专区。专区辖1市、12县。
1967年，撤销德州专区，改置德州地区。